# Apoštolská nunciatura ve Švýcarsku

Znak Svatého stolce

Apoštolská nunciatura ve Švýcarsku je oficiálním zastoupením Svatého stolce ve Švýcarsku se sídlem v Bernu. I když nunciové byli na švýcarské území vysíláni již od počátku 16. století, stálá nunciatura byla zřízena až v roce 1586 na žádost pěti kantonů (Uri, Schwytz, Unterwald, Luzern a Zug); její sídlo bylo až do roku 1873 v Lucernu. Až do roku 1991 ovšem nemělo Švýcarsko přímé zastoupení u Svatého stolce. Od roku 1987 je nuncius ve Švýcarsku zároveň akreditován u Lichtenštejnska.

## Seznam apoštolských nunciů ve Švýcarsku

### Nunciové vestaré Konfederaci(do roku 1798)

#### Nerezidentní nunciové (se zvláštním posláním)
- 1500-1504 Raymond Péraud
- 1508-1509 Alessandro de Gabionetta
- 1509 Achille de Grassi
- 1512-1515 Matthaeus Schinner
- 1512 Giovanni Staffilio
- 1513 Girolamo Delfino
- 1513-1514 Gregorio de Gherio
- 1515 Latino Giovenale de Manetti
- 1515-1517 Giovanni Giacomo Gambaro
- 1513-1517, 1521-1525, 1531-1533 Ennio Filonardi
- 1517-1521 Antonio Pucci
- 1537 Peter van der Vorst
- 1541-1552 Girolamo Franco
- 1541-1552 Albert Rosina
- 1546 Lucius Iter
- 1552-1553 Thomas Planta
- 1553 Paolo Odescalchi
- 1554-1560 Ottaviano della Rovere
- 1560-1564, 1565, 1573-1574 Gianantonio Volpi
- 1566 Jost Segesser von Brunegg
- 1560-1584 Karel Boromejský
- 1575-1576 Bartolomeo Portia
- 1579-1581 Giovanni Francesco Bonomi
- 1578-1583 Feliciano Ninguarda

#### Stálí nunciové (v Lucernu)
- 1586–1587 Giovanni Battista Santonio
- 1587–1591 Ottavio Paravicini
- 1591-1594 Owen Lewis
- 1594–1595 Girolamo Portia
- 1600–1606 Jean de Turre
- 1606–1608 Fabrizio Veralli
- 1609–1612 Ladislao d'Aquino
- 1615–1616 Ludovico de Sarego
- 1628–1630 Ciriaco Rocci
- 1630–1639 Ranuccio (Ranuzio) Scotti
- 1639–1643 Girolamo Farnese
- 1643–1646 Lorenzo Gavotti
- 1646–1647 Alfonso Sacrati
- 1647–1652 Francesco Boccapaduli
- 1652–1655 Carlo Carafa della Spina
- 1655–1663 Federico Borromeo
- 1665–1668 Federico Baldeschi Colonna
- 1668–1669 Rodolfo d'Aquaviva
- 1670–1680 Odoardo Cibo
- 1685–1687 Giacomo Cantelmi
  - 1687–1689 Girolamo Zarini, internuncius
- 1689–1692 Bartolomeo Menatti
- 1692–1695 Marcello d'Aste
- 1695–1698 Michelangelo dei Conti
- 1698–1702 Giulio Piazza
- 1704–1709/20 Vincenzo Bichi
- 1717–1719 Giuseppe Firrao
- 1721–1730 Domenico Silvio Passionei
- 1731-1739 Giovanni Battista Barni
- 1740–1751 Carlo Francesco Durini
- 1744–1754 Filippo Acciajuoli
- 1754-1754 Girolamo Spinola
- 1755–1759 Giovanni Ottavio Bufalini
- 1759–1764 Niccolò Oddi
- 1764–1773 Luigi Valenti Gonzaga
- 1775–1785 Giovanni Battista Caprara Montecuccoli
- 1793-1794 Annibale Sermattei della Genga
- 1794–1798 Pietro Gravina

### Nunciové vHelvétské republice(1798-1803)
- 1798–1803 Pietro Gravina

### Nunciové veŠvýcarské konfederaci(od 1803)
- 1803–1815 Fabrizio Sceberras Testaferrata
- 1818–1819 Vincenzo Macchi
- 1820–1827 Ignazio Nasalli-Ratti
- 1827–1829 Pietro Ostini
- 1830–1832 Filippo de Angelis
- 1839–1841 Tommaso Pasquale Gizzi
- 1841–1845 Girolamo d’Andrea
- 1845-1848 Alessandro Macioti
  - 1848-1864 Giuseppe Maria Bovieri (chargé d'affaires)
  - 1864-1868 Angelo Bianchi (chargé d'affaires)
  - 1868-1874 Giovanni Battista Agnozzi (chargé d'affaires)
- 1874-1920 přerušení diplomatických vztahů

#### Nunciové vBernu(od roku 1920)
- 1920–1926 Luigi Maglione
- 1926–1935 Pietro di Maria
- 1935–1953 Filippo Bernardini
- 1953–1959 Gustavo Testa
  - 1959–1960 Giovanni Ferrofino, internuncius
- 1960–1967 Alfredo Pacini
- 1967–1984 Ambrogio Marchioni
- 1985–1993 Edoardo Rovida
- 1993–1997 Karl Josef Rauber
- 1997–1998 Oriano Quilici
- 1999–2004 Pier Giacomo de Nicolò
- 2004-2011 Francesco Canalini
- 2011-2015 Diego Causero
- 2015-2021 Thomas Gullickson
- od 2021 Martin Krebs